# Mr. Wichtig
Mr. Wichtig ist ein Lied der deutschen Girlgroup Tic Tac Toe aus dem Jahr 1997.

## Entstehung und Veröffentlichung
Geschrieben wurde das Lied von den drei Tic-Tac-Toe-Mitgliedern Marlene Tackenberg, Ricarda Wältken und Liane Wiegelmann, zusammen mit den Koautoren Torsten Börger und Claudia Wohlfromm. Börger zeichnete zudem für die Produktion verantwortlich.
Die Erstveröffentlichung von Mr. Wichtig erfolgte am 21. April 1997 als Teil von Klappe die 2te bei RCA Records (Katalognummer: 74321 38668 2), dem zweiten Studioalbum von Tic Tac Toe. Am 23. Juni 1997 erschien das Lied als zweite Singleauskopplung aus dem Album. Diese erschien als 12″-Maxi-Single mit vier verschiedenen Versionen des Liedes (Katalognummer: 74321 48977 1) sowie als CD-Maxi-Single mit fünf verschiedenen Versionen (Katalognummer: 74321 48977 2).

## Inhalt
Der Liedtext handelt von einem Mann, der ein Aufreißer-Typ ist und hier als „Mr. Wichtig“ bezeichnet wird.

„Hey, Mr. Wichtig, du machst da was nicht richtig.

Das war ja wohl 'n bisschen schnell, das war ja wohl nicht so originell. (Hey)

Hey, Mr. Wichtig, du tickst ja wohl nicht richtig.

Erst machst du hier die Show, ja und dann schrumpft dein Niveau. (Yes)“

## Kommerzieller Erfolg

### Chartplatzierungen
| ChartsChartplatzierungen | Höchstplatzierung | Wochen |
| ------------------------ | ----------------- | ------ |
| Deutschland (GfK)        | 6 (17 Wo.)        | 17     |
| Österreich (Ö3)          | 6 (13 Wo.)        | 13     |
| Schweiz (IFPI)           | 10 (14 Wo.)       | 14     |

| ChartsJahrescharts (1997) | Platzierung |
| ------------------------- | ----------- |
| Deutschland (GfK)         | 42          |
| Österreich (Ö3)           | 39          |

### Auszeichnungen für Musikverkäufe
| Land/Region        | Auszeichnungen für Musikverkäufe (Land/Region, Auszeichnung, Verkäufe) | Verkäufe |
| ------------------ | ---------------------------------------------------------------------- | -------- |
| Deutschland (BVMI) | Gold                                                                   | 250.000  |
| Insgesamt          | 1× Gold ·                                                              | 250.000  |